# Guillebert de Lannoy
Pour les articles homonymes, voir Lannoy (homonymie).
Pour les autres membres de la famille, voir Maison de Lannoy.

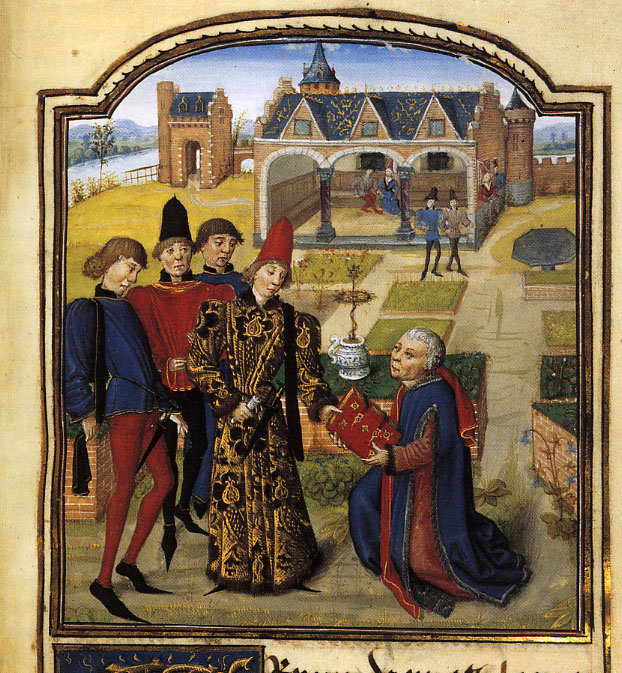
"Foliant de Ionnal" présente son texte de L'Instruction de josne prince "Roi Rodolphe de Norvège", c. 1468-70.

Guillebert de Lannoy (aussi Gilbert, Guilbert ou Ghillebert; 1386-1462), était un voyageur picard et diplomate, chambellan du duc de Bourgogne, gouverneur du fort de Sluys, et un chevalier de la Toison d'or.

## Biographie
Il était le fils de Guillebert Ier de Lannoy et de Catherine de Molembais. Il était un membre de la famille noble de Lannoy.
Ses frères sont Hugo de Lannoy et Baudouin de Lannoy, également fondateurs des Chevaliers de la Toison d'or.
Guillebert a d'abord servi Jean de Werchin, sénéchal de Hainaut, et l'a accompagné à l'Est et en Espagne. Il participe a son premier fait d'armes à l'âge de 13 ans. Il a ensuite servi de Jean-sans-Peur dans sa guerre contre le prince-évêque de Liège et de la Guerre civile entre Armagnacs et Bourguignons. Il a ensuite rejoint les Chevaliers Teutoniques dans la Guerre du royaume de Pologne-Lituanie contre l'ordre Teutonique, c'est a ce moment qu'il fut adoubé des mains d'un chevalier Teutonique. Guillebert est proche d'Antoine de Brabant et assistera à son adoubement. Il combat en 1415 contre les Anglais à la bataille d'Azincourt, où il a été blessé. Lors de la bataille il est capturé et est enfermé dans une grange qui est brûlée par les Anglais sur les ordres d'Henri V. Il réussit à s'en sortir mais est recapturé et vendu au duc de Cornouailles. Il laissera une chronique de la bataille. 
Au service de Philippe le Bon, il occupera plusieurs missions diplomatiques en France, en Angleterre (en tant qu'Ambassadeur de Henri V d'Angleterre), les Chevaliers Teutoniques, la Pologne, le grand-duché de Lituanie, et le grand-duché de Moscou et a été l'un des négociateurs du Traité de Troyes (1420). En 1421, il a été envoyé par Henri V d'Angleterre en Palestine pour enquêter sur un éventuel rétablissement du Royaume de Jérusalem, et a écrit un récit de ses voyages, Les Pelerinages de Surye et de Egipte, qui a été publié en 1826, et de nouveau en 1842.
Ses voyages dans la région de la Baltique et en Russie sont relatés dans son livre Voyages et Ambassades, publié à Mons en 1840 avec les éditions ultérieures. Vers 1440, Lannoy a écrit L'Instruction de josne prince ("Conseils pour un Jeune Prince"), dont il habillé avec une fiction d'origine dans la cour de la Norvège "de long, il y a longtemps", suivie par une redécouverte du texte manuscrit. La miniature de dédicace dans l'édition pour Charles le Téméraire de 1468-70 illustre l'Histoire de la Norvège, tout en utilisant des costumes bourguignons contemporains et, semble-t-il, les visages de la famille ducale. Charles, âgé de sept ans au moment où l'œuvre a été écrite était sans aucun doute le jeune prince que Lannoy avait en tête.

## Mariages - Descendance - Sépulture
Guillebert II de Lannoy était seigneur de Willerval, Tronchiennes, Wahégnies (ou Wahagnies), Argies, Santes, Beaumont,.
Il se maria trois fois :
- Il épouse en 1418, Éléonore (de Piennes) d'Esquennes, vicomtesse de Poix, veuve de Jean, seigneur de Montigny-en-Ostrevent. Elle décède en 1426.
- Il épouse en 1428 Jeanne (ou Marie) de Ghistelles, fille de Jean de Ghistelles, seigneur de Dudzeele et de Jacqueline de Craon. Elle décède en 1432.
- Il épouse en 1432 Isabelle de Flandres-Drincham, dame de Willerval, fille de Jean II, seigneur de Drincham et d'Isabeau de Ghistelles. Elle décède en 1452.

Du second mariage sont nés :
- Philippe Ier de Lannoy, (1429-1495), seigneur de Willerval, Santes, Tronchiennes, Wahagnies, époux de Marguerite de Châtillon, dame de Dampierre, Sompuis et Rollancourt, fille de Waleran et de Jeanne de Saveuse (leur fils Philippe II de Lannoy sera baron de Rollecour, et vicomte de Sebourg, gouverneur de Tournai, chevalier de la Toison d'or, conseiller et chambellan de Charles Quint).
- Jacques de Lannoy, mort sans postérité.

Du troisième mariage sont nés :
- Pierre de Lannoy, seigneur du Fresnoy, chevalier de la Toison d'Or, conseiller et chambellan de l'empereur Maximilien Ier, grand bailli d'Alost, époux de Jossine de Grimberghes, fille de Philippe seigneur de Grimberghes et de Jeanne de Hamal.
- Marguerite de Lannoy, épouse de Pierre de Monchy, chevalier, seigneur de Montcavrel, Massy, Inxent, Aussènes, Planques, Broutelles, lieutenant du Roi en Picardie[4], fils d'Edmond de Monchy et de Jeanne de Montcravel.
- Jean de Lannoy, abbé de Saint Bertin.

Gilbert de Lannoy, décédé le 22 avril 1462, fut enterré avec sa troisième épouse Isabelle de Drinckam (décédée le 11 février 1452)  dans l'église Saint Maurice de Lille (épitaphe reproduite dans l'étude de L. Quarre-Reybourbon consacrée à sa biographie détaillée).